# Partido Liberal Independiente
Die Partido Liberal Independiente (PLI) ist eine politische Mitte-rechts-Partei in Nicaragua.
Sie wurde 1944 von Dissidenten aus der Staatspartei Partido Liberal Nacionalista (PLN) des Somoza-Clan gegründet.
Ihre Fahne trägt einen weißen fünfzackigen Stern vor rotem Hintergrund.

## 1944 Gründung der Partei
1944 protestierten Studenten der Universidad Central de Managua gegen die Wiederwahl von Anastasio Somoza García zum Präsidenten.
Am 9. März 1944 gründeten die Mitglieder der PLN: Manuel Cordero Reyes, Roberto González Dubón, Carlos Morales, Gerónimo Ramírez Brown (von 1939 bis 1944 Öffentlichkeitsminister) und Carlos Pasos die PLI.
Am 5. Februar 1947 wurden Präsidentschaftswahlen abgehalten, bei welcher Doctor Enoc Aguado der gemeinsame Kandidat von PLI und Partido Conservador Republicano die höchste Stimmenzahl erreichte.
Durch Betrug wurde Doctor Leonardo Argüello Barreto, der Kandidat der PLN Präsident
Die Bevölkerung pfiff voreilig Somoza, jetzt kommt der Kaiman.
Aber Somoza ließ die Marionetten tauschen und 26. Mai 1944 hat Benjamín Lacayo Sacasa im Palacio Nacional seinen Amtsantritt.
Benjamín Lacayo Sacasa trat am 15. August 1944 zurück und wurde von Víctor Manuel Román y Reyes abgelöst. Als Vizepräsident fungierte Mariano Argüello Vargas.
Víctor Manuel Román y Reyes starb am 6. Mai 1950 in Philadelphia, am selben Tag ernannte das Parlament Somoza Garcia zum Präsidenten ab 1. März 1951.

## 1956 Attentat auf Somoza Garcia
Am 21. September 1956 hatte die PLN zu einem Wahlkonvent, zur Nominierung von Anastasio Somoza García als Präsidentschaftskandidat für die Wiederwahl von Anastasio Somoza García für die Amtsperiode 1957–1963 nach León (Nicaragua) in das Casa del Obrero eingeladen. Unter den Gästen war das PLI-Mitglied Rigoberto López Pérez. Er feuerte aus einer Smith & Wesson .38 & .32 Double Action, fünf Schuss auf Anastasio Somoza García. Rigoberto López Pérez wurde sofort darauf ermordet.
Anastasio Somoza García wurde von vier Schuss verletzt und ins Hospital San Vicente de León gebracht anschließend mit dem Hubschrauber ins Hospital General de Managua, von dort wurde er ins Hospital Gorgas in der Panamakanalzone gebracht wo er am Morgen des 29. September 1956 starb.
Ihm folgten seine Söhne Luis Somoza Debayle als Präsident und Anastasio Somoza Debayle als Oberbefehlshaber der Guardia Nacional de Nicaragua.
Die Unterdrückung der PLI setzte umgehend ein, noch in der Nacht des Attentates wurden einige Mitglieder der PLI, der Partido Conservador und Sozialisten verhaftet. Zum Zeitpunkt des Attentates war die PLI etwa die drittstärkste politische Partei in Nicaragua.

## 1966 Unión Nacional Opositora
Das Bündnis Unión Nacional Opositora (UNO) aus:
1. Partido Conservador de Nicaragua (PCN),
2. Partido Liberal Independiente (PLI),
3. Partido Social Cristiano (PSCN),
4. Partido Socialista Nicaragüense (PSN) und die
5. Partido Comunista de Nicaragua (PC de N).

stellte 1966 stellte für die Wahlen 1967 Fernando Agüero Rocha als gemeinsame Kandidatin für die Präsidentschaft auf.
Eine gemeinsame Demonstration dieses Bündnisses in Managua am 22. Januar 1967 wurde mit dem Massaker auf der Avenida Roosevelt niedergeschlagen.
Der gemeinsam Präsidentschaftskandidat Agüero unterschrieb am 28. März 1967 im Teatro Rubén Darío, einen Pakt mit Somoza, wurde vom 1. Mai 1972 bis zum 1. Dezember 1974 Mitglied in der Junta Nacional de Gobierno (JNG) und erlaubte die Wiederwahl von Anastasio Somoza Debayle zum Präsidenten, weshalb er in seiner Partei als Verräter angesehen wurde.

## 1984 Wahlen
Die PLI unterstützte die FSLN-Guerilla beim Sturz des Somozaregimes in den Jahren 1978 bis 1979.
Am 4. November 1984 fanden die ersten Parlamentswahlen nach Somoza statt.
- Die FSLN erhielt 735.967 Stimmen, was 62,89 % entsprach.
- Die Partido Conservador Demócrata de Nicaragua (PCDN) erhielt 154.327 Stimmen, was 13,18 % entsprach.
- Die Partido Liberal Independiente erhielt 105.560 Stimmen, was 9,02 % entsprach.
- Die Partido Socialista Nicaragüense (PSN), Partido Social Cristiano (PSC), Partido Popular Social Cristiano (PPSC) und  Movimiento de Acción Popular Marxista Leninista (MAP-ML)

erhielten zusammen 103.079 Stimmen, was 6,64 % entsprach.

## 1990 Unión Nacional Opositora
Das Bündnis Unión Nacional Opositora (UNO) aus:
1. Partido Conservador de Nicaragua PCN,
2. Alianza Popular Conservadora APC,
3. Acción Nacional Conservadora ANC,
4. Movimiento Democrático Nicaragüense MDN,
5. Partido de Acción Nacional PAN,
6. Partido Liberal Independiente PLI,
7. Partido Liberal Constitucionalista PLC,
8. Partido Integracionalista Centroamericano PIAC,
9. Partido Popular Social Cristiano PPSC,
10. Partido Social Demócrata PSD,
11. Unión Demócrata Cristiana UDC,
12. Movimiento de Acción Popular Marxista Leninista MAP-ML,
13. Partido Socialista Nicaragüense PSN y
14. Partido Comunista de Nicaragua PC de N.

stellte 1989, für die Wahlen am 25. Februar 1990 Violeta Barrios de Chamorro als gemeinsame Kandidatin für die Präsidentschaft auf.
Das Bündnis UNO erhielt zufällig die erste Spalte auf dem Wahlzettel und die FSLN die fünfte Spalte auf dem Wahlzettel, für Präsidentschaft, Parlament und Gemeinderäte.
- Violeta Barrios de Chamorro erhielt 777.522 Stimmen, die 54 % entsprachen
- Daniel Ortega erhielt 579.886 Stimmen, die 40 % entsprachen.
- das Movimiento de Unidad Revolucionaria MUR erhielt 16.751 Stimmen, die 1,10 % entsprachen.
- die restlichen Parteien erhielten 28.816 Stimmen, die 1,9 %, entsprachen.

Violeta Barrios de Chamorro trat am 25. April 1990 das Präsidentenamt im Estadio Nacional Denis Martínez an, das damals Estadio Rigoberto López Pérez hieß. Ihr Vizepräsident wurde Virgilio Godoy Reyes von der PLI.
Die PLI war nicht Mitglied der Alianza Liberal das Wahlbündnis von Arnoldo Alemán.
1996 war der Präsidentschaftskandidat der PLI, Virgilio Godoy Reyes.
1999 war Julia Mena Vorsitzende der PLI.
2006 war Eduardo Montealegre der gemeinsame Präsidentschaftskandidat von PLI und der Alianza Liberal Nicaragüense.